# Konsensus (parti)
Konsensus - För Vadstenas Bästa (Kons) är ett lokalt politiskt parti i Vadstena kommun som bildades 2014. Sedan valet 2014 så är partiet representerat med 9 mandat i kommunfullmäktige i Vadstena. Partiet var i en koalition med Socialdemokraterna och koalitionen höll majoriteten i Vadstenas kommunfullmäktige men efter att samarbetet avbrutits i juni 2017 är Konsensus största oppositionsparti i Vadstena .
Partiet bildades för att kunna arbeta för att behålla Vadstenas självständighet som en fristående kommun och vill att Vadstena ska växa till 10 000 invånare till år 2030.

## Valresultat
| År   | Röster | %     | Mandat  |
| ---- | ------ | ----- | ------- |
| 2014 | 1 366  | 26,18 | 9 av 35 |
| 2018 | 1 171  | 22,11 | 8 av 35 |
| 2022 | 1 235  | 22,85 | 8 av 35 |